# Ulica Świętego Czesława w Poznaniu
Ulica Świętego Czesława – ulica w Poznaniu, na Wildzie, na terenie jednostki pomocniczej Osiedle Wilda, odwołująca się w nazwie do Czesława Odrowąża, błogosławionego Kościoła katolickiego, który jednak nigdy nie został uznany za świętego.

## Historia i obiekty
W czasie zaborów ulica ta nosiła nazwę „Capriviego”. Błąd w nazwie ulicy został popełniony w 1920, kiedy oznaczono ją jako „Świętego Czesława”. W czasie II wojny światowej ulica nosiła nazwę „Gudrunstrasse”. Po wojnie przywrócono wcześniejszą, polską nazwę, ale bez określenia sakralizującego. Podobny błąd jak w 1920 popełniła Rada Miasta Poznania, która po 1990 przywracała tradycyjne nazwy ulic, m.in.:
- ulicy „Jerzego” nazwę „Świętego Jerzego”,
- ulicy „Michała” nazwę „Świętego Michała”,
- ulicy „Czesława” nazwę „Świętego Czesława”.

Na ulicy znajdują się pozostałości pierwszego osiedla spółdzielczego w mieście, zbudowanego w latach 1894–1897 przez pierwszą poznańską spółdzielnię mieszkaniową – Spar- und Bauverein. Na rogu ul. Różanej stoi ponadto okazała kamienica spółdzielcza, zaprojektowana przez Josepha Leimbacha (1911). W okresie międzywojennym, w jednym z lokali, odbywały się cykliczne spotkania kółka samokształceniowego młodzieży komunistycznej.
W Poznaniu zwykło się mówić, że: Na świętego Czesława najlepsza jest zabawa.

## Komunikacja miejska
Dojazd do ulicy umożliwia linia tramwajowa nr 10 Dębiec ↔ Błażeja oraz nocna linia autobusowa nr 243 Osiedle Dębina ↔ Rondo Kaponiera kursujące ulicą Wierzbięcice. Obie linie posiadają przystanek Świętego Czesława, zlokalizowany przy skrzyżowaniu ulic Świętego Czesława i Wierzbięcice.